# Hawke’s Bay Herald-Tribune
Der Hawke's Bay Herald-Tribune war eine regional erscheinende Tageszeitung in Neuseeland mit Sitz in Hastings. Die Zeitung wurde 1999 nach der Fusion mit dem Daily Telegraph aus Napier eingestellt.

## Geschichte
Der Hawke's Bay Herald-Tribune entstand aus einem Zusammenschluss der beiden Zeitungen Hawke’s Bay Herald aus Napier und Hawke’s Bay Tribune aus Hastings im Jahr 1937. Motor des Zusammenschlusses war William Arthur Whitlock, der 1933 zurück nach Hastings kam, die Geschäfte des Hawke's Bay Tribune von seinem Vater übernahm und nach dem Zusammenschluss der beiden Zeitungen unter der Hawke’s Bay Newspapers Limited den Herald-Tribune in Hastings in Konkurrenz zum Daily Telegraph in Napier als Abendausgabe weiter führte.
Doch wohl ausschlaggebend für den Zusammenschluss war das schwere Erdbeben vom 3. Februar 1931, bei dem das Zeitungshaus des Hawke's Bay Herald in Napier total zerstört wurde und die nach dem Beben erscheinende Ausgaben des Herald beim Tribune in Hastings gedruckt wurden. Aus dieser Situation heraus ergab sich zwangsläufig der Zusammenschluss.
Im November 1997 wurde der Hawke's Bay Herald-Tribune mit 15 weiteren neuseeländischen Zeitungen und Medienunternehmen von der W & H Newspapers Limited übernommen, die dann ihrerseits 1996 von APN New Zealand aufgekauft wurde und heute zum australischen Medienkonzern APN News & Media gehört. 
1999 wurde der Hawke's Bay Herald-Tribune zusammen mit dem Daily Telegraph als Tageszeitung eingestellt und die Redaktionen zum neu gegründeten Hawke’s Bay Today zusammengeführt.